# Tomocyrba
Tomocyrba is een geslacht van spinnen uit de familie springspinnen (Salticidae).

## Soorten
De volgende soorten zijn bij het geslacht ingedeeld:
- Tomocyrba barbata Simon, 1900
- Tomocyrba berniae Szüts & Scharff, 2009
- Tomocyrba decollata Simon, 1900
- Tomocyrba griswoldi Szüts & Scharff, 2009
- Tomocyrba thaleri Szüts & Scharff, 2009
- Tomocyrba ubicki Szüts & Scharff, 2009